# シュトルベルク (ノルトライン＝ヴェストファーレン)
シュトルベルク (Stolberg) は、ドイツのノルトライン＝ヴェストファーレン州アーヘン郡の町。

## 地理
アーヘンの東約5km、アイフェル (Eifel) 周辺の谷間に位置する。北部はエシュヴァイラーの町と接している。
街はウンターシュトルベルク (Unterstolberg) とオーパーシュトルベルク (Oberstolberg) に分かれており、オーパーシュトルベルクに旧市街がある。他の市街部は、アッチュ (Atsch)、ビュスバッハ (Büsbach)、ドナーベルク (Donnerberg)、ミュンスターブッシュ (Münsterbusch) の各地域があり、さらにブライニヒ (Breinig)、ドルフ (Dorff)、グレッセニヒ (Gressenich)、マウスバッハ (Mausbach)、シェーフェンヒュッテ (Schevenhütte)、フェンヴェーゲン (Venwegen)、フィヒト (Vicht)、ヴェルト (Werth)、ツヴァイファル (Zweifall)、ブライニガーベルク (Breinigerberg) などの地区が存在する。

## 歴史
シュトルベルクは12世紀に文献に登場し始める。1600年頃アーヘンより宗教的迫害を逃れてきたプロテスタントの真鍮製造業者が移住し、真鍮製造の中心地となった。

## 観光
街のランドマークとして、20世紀初頭に建てられたシュトルベルク城がある。

## 姉妹都市
- ヴァローニュ (Valognes) フランス
- シュトルベルク (ザクセン＝アンハルト) (Stolberg) ドイツ、ザクセン＝アンハルト州

## 関連事項
- グリューネンタール